# LGBT práva v Malajsii

Duhová mapa Malajsie

Neoficiální duhová vlajka Malajsie

Malajsie LGBT práva ostře neuznává. Zákon Britského impéria přijatý v období kolonizace stále obsahuje dodatek o kriminalizaci sodomie. Sociální postoj k LGBT komunitě je výrazně ovlivněn islámem, státním náboženstvím Malajsie.
Podle Human Rights Watch v Malajsii spíše převažuje diskriminace leseb, gayů, bisexuálů a translidí (LGBT).

## Zákonnost stejnopohlavních sexuálních aktů

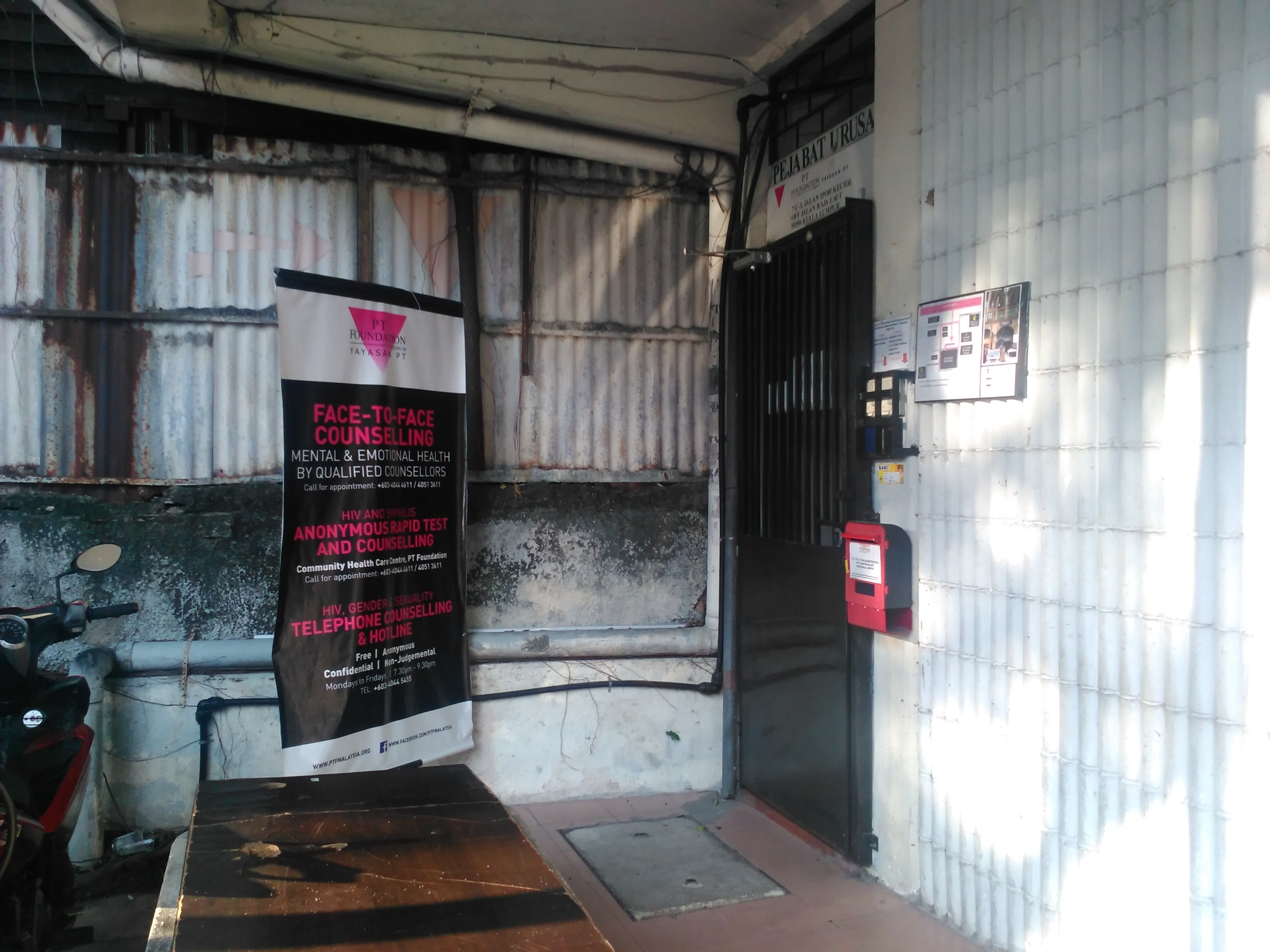
Nadace PT, malajsijské LGBT centrum

V Malajsii platí koloniální trestní zákoník kriminalizující sodomii (včetně orálního sexu), heterosexuální i homosexuální. Podle tohoto zákona lze usvědčeným pachatelům uložit pokutu, až 20 let odnětí svobody a někdy i tělesný trest. Subsekce trestního zákoníku se nadále také zmiňuje o dodatečném trestu pro muže usvědčené z aktů „hrubé obscénnosti s jinými muži“. Kromě sekulárního práva mohou být muslimští občané trestáni i před zvláštními islámskými soudy.
V zemi proběhlo několik veřejných diskusí na téma reformy zákonů spočívající ve vynětí bezúplatné soulože mezi souhlasícími dospělými osobami v soukromí. Část členů opozičních stran tyto reformy podpořila, zejména Latheefa Koya, byť toto není její oficiálním volebním programem. Žádná z politických stran zastoupená v malajsijském parlamentu se tuto reformu nepokusila implikovat.
V r. 1994 zakázala malajsijská vláda každému, kdo se identifikuje jako homosexuál, bisexuál nebo transčlověk, účast ve veřejnoprávních médiích.
V r. 1995 ocenil ministr náboženství státu Selangor činnost skupiny Islamic Badar, která asistovala při zátahu v r. 1994 proti 7 tisícům lidí, kteří se angažovali v „neislámských“ aktivitách, včetně homosexuality.
V r. 2005 potvrdil náčelník Malajsijského královského námořnictva, že ve svých řadách nepřijme homosexuály.
V r. 2010 oznámil Malajsijský výbor pro filmovou cenzuru (Film Censorship Board of Malaysia), že povolí homosexuální postavy ve filmech pouze za podmínky, že svůj životní styl buď na konci změní, případně na něj doplatí.
V květnu 2017 bylo na nátlak islamistů zrušeno červnové konání pochodu LGBT hrdosti pod záštitou Taylor's University. Celá událost byla odsouzená několika proislamistickými bloggery pro despekt k probíhajícímu Ramadánu.
V roce 2018 byly dvě ženy odsouzeny za vykonání lesbického pohlavního styku v osobním automobilu, na veřejném prostranství, a zmrskány v prostorách soudní síně.

## Změna pohlaví
Podle zpráv Human Rights Watch zakazují islámské zákony Šaría crossdressing. Čili translidé se setkávají s různými tresty, fyzickým a sexuálním násilím, vězněním, diskriminačním zacházením ve zdravotnictví, zaměstnání a dalšími problémy.
Transgender jedinci se často stávají obětí policejního násilí v souladu se zákony na ochranu veřejného pořádku, a pokud jsou muslimové, tak podle zákonů Šaría trestajících „zosobňování“ žen. Zpráva Human Rights Watch z r. 2014 poukazuje na to, že se translidé stávají oběťmi útoků, vydírání, násilí a jiného omezování práva na soukromí ze strany policie a ponižování, fyzickým a sexuálním násilím ze strany úředníků náboženských orgánů (Religious Department).
V r. 1998 bylo zadrženo 45 muslimských transvestitů a následně postaveno před soud za to, že se oblékali jako ženy. Dalších 23 se setkalo s podobnou represí v r. 1999.
Odhaduje se, že vysoký počet translidí je nuceno pracovat jako pouliční sexuální pracovníci, aby si zajistilo obživu.
V listopadu 2014 se tři transženy žijící ve státě Negeri Sembilan úspěšně odvolaly proti odsouzení dle zákonů Šaría. Jejich případ týkající se vhodného oblékání osob s genderovou dysforií si pak následně vzal odvolací soud. Kvůli nedostatečnému povědomí o genderové dysforii a jejímu neuznávání ze strany lékařské veřejnosti se státní zastupitelství usneslo na tom, že translidé jsou nepříčetní. Odvolací soud však následně deklaroval, že zákon Šaría a jeho anti-crossdressingový přístup porušuje ústavní právo na „svobodu projevu, rovné zacházení a ochranu důstojnosti“. 8. října 2015 byl tento rozsudek zrušen z proceduárních důvodů Federálním soudem Malajsie. V rozsudku stálo, že se ženy měly nejprve obrátit na federálního soudu, než zahájily svojí ústavní žalobu. Přestože jim toto povolení dal v listopadu 2011 soudce Nejvyššího soudu, tak jejich postup shledal Federální soud chybným.
V srpnu 2016 nařídil Nejvyšší soud Kuala Lumpur Národnímu registračnímu úřadu (National Registration Department) aktualizaci občanského průkazu transmuže tak, aby reflektoval jeho genderovou identitu a změněné jméno. Soudce zakončil rozsudek slovy, že stěžovatel má přirozené právo na život podle článku 5 (1) federální ústavy, a že koncept života podle článku 5 musí být v souladu se stěžovatelovým právem na důstojný život v mužské identitě, kterou soud tímto rozsudkem uznává. Úřad se pak následně proti tomuto rozsudku odvolal.

## Veřejné mínění
Průzkum veřejného mínění Pew Research Center 2013 ukázal, že pouze 9 % malajsijského obyvatelstva věří, že homosexualita je společensky akceptovatelná, zatímco zbývajících 86 % bylo opačného názoru. Malajsie se tak zařadila mezi asijské země s nejmenší mírou akceptace spolu s Indonésií a Pákistánem, v nichž se pro přijetí vyjádřily 3 a 2 % obyvatel. Lidé starší 50 let vyjádřili větší shovívavost: 11 % starších 50 let by bylo pro akceptaci, z věkového rozmezí 30–49 se tak vyjádřilo 10 % a u lidí mezi 18–29 lety to bylo 7 %. Nicméně v porovnání se starším výzkumem z r. 2007 se jedná o mírný pokrok, neboť v něm se pro akceptování vyjádřilo 8 % zkoumaných.

## LGBT práva v malajsijské politice
V r. 1998 vzniklo Lidové hnutí proti homosexualitě (People's Anti-Homosexual Voluntary Movement). Jeho cílem je lobbování za striktnější trestní zákony proti homosexuálům. Hnutí je jedním z členů Unie malajsijských národních organizací.
Strana demokratické akce (Democratic Action Party) se svojí veřejnou podporou LGBT právům stala první malajsijskou politickou stranou, která tak učinila.

### Trestní řízení proti Anwaru Ibrahimovi
V r. 1998 byl malajsijský politik Anwar Ibrahim obviněn z korupce a sodomie. V r. 2000 mu soud uložil trest 9 let odnětí svobody za sodomské praktiky se svým 19letým řidičem a bývalým mluvčím. Navzdory národním i mezinárodním protestům nebyl propuštěn dříve, dokud si neodpykal alespoň 4 roky svého trestu. V r. 2004 jej Federální soud Malajsie zprostil všech obvinění.
Po svém propuštění řekl Anwar, že byl celou dobu nevinný, a že jeho zatčení tvořilo součást vládního spiknutí se snahou o ukončení jeho politické kariéry. Dále dodal, že by mělo dojít k reformě trestních zákonů proti homosexualitě tak, aby chránilo právo dospělých lidí na soukromý život. Zdůraznil však, že je proti stejnopohlavnímu manželství, se slovy: „to bych zašel až příliš daleko“.
V r. 2007 se k civilní žalobě podané Anwarem vyjádřil i bývalý premiér Mahathir Mohamad se slovy, že homosexualita je v malajsijských státních úřadech nepřípustná, a že proti Anwarovi hovoří trestní řízení proti jeho šoférovi a mluvčímu kvůli homosexuálnímu vztahu s ním.
V červenci 2008 byl Anwar odsouzen z novu kvůli sodomii se svým mužským pomocníkem. Trest přišel podle vyjádření Anwara krátce poté, co se mu podařilo zničit vládní koalici, když opozice vyhrála březnové volby. Nicméně podařilo se mu dosáhnout propuštění na kauci. Následně v kampani obhájil bývalý mandát v parlamentu a v současné době vede opozici.
Na začátku r. 2015 byl Anwar souzen potřetí a nyní si odpykává pětiletý trest.

### Malajsijské LGBT podpůrné skupiny
Malajsie nemá celonárodní organizace lobbující za LGBT práva. Místo organizuje volná koalice nevládních organizací, umělců a jedinců každoroční festival sexuálních práv Seksualiti Merdeka. Seksualiti Merdeka (v překladu: „Nezávislá sexualita“) je každoroční festival skládající se z panelových diskusí, performancí, workshopů, promítání a fór na podporu sexuálních lidských práv, boje s marginalizací některých jednotlivců a skupin a vytváření platformy pro advokacii. Kromě tohoto festivalu se členové koalice zabývají tvorbou propagačních materiálů, organizování pravidelných diskusí a filmových promítání, akademické advokacie a tréninkem nových aktivistů. Od r. 2011 vyvíjela vláda úsilí omezovat tyto události.
Skupiny podílející se na Seksualiti Merdeka do svého boje za lidská práva začleňují i LGBT komunitu. Součástí jejich činnosti je zakládání lidskoprávních organizací jako je Výbor pro lidská práva při Malaysian Bar, SUARAM, Nadace PT, KRYSS, Women's Candidacy Initiative, Persatuan Kasedaran Komuniti Selangor, Purple Lab, Matahari Books a The Annexe Gallery.
Několik dalších organizací jako jsou Sisters of Islam, Women's Aid Organisation, Amnesty International taktéž začleňují do svého boje za lidské zdraví i jiné sexuální orientace. Součástí jejich preventivního programu HIV/AIDS je snaha o větší veřejnou diskusi na téma jiných sexuálních orientací, genderových identit a lidských práv.
Nadace PT (originální název „Růžový trojúhelník“) se zasazuje o zkvalitnění osvěty a prevence HIV/AIDS, podpůrné programy, péči, větší sexuální informovanost a posilování programů pro ohrožené komunity. Do těchto komunit spadají MSM (muži mající sex s muži), translidé, sexuální pracovníci, drogově závislí a HIV pozitivní. Ti se pak sdružují do dalších organizací jako je „LPG“ (pro homosexuální muže) a „OutDo“ (pro homosexuální ženy), které pak vytvářejí pravidelné aktivity pro cílové skupiny.

### Postoj Najiba Razaka

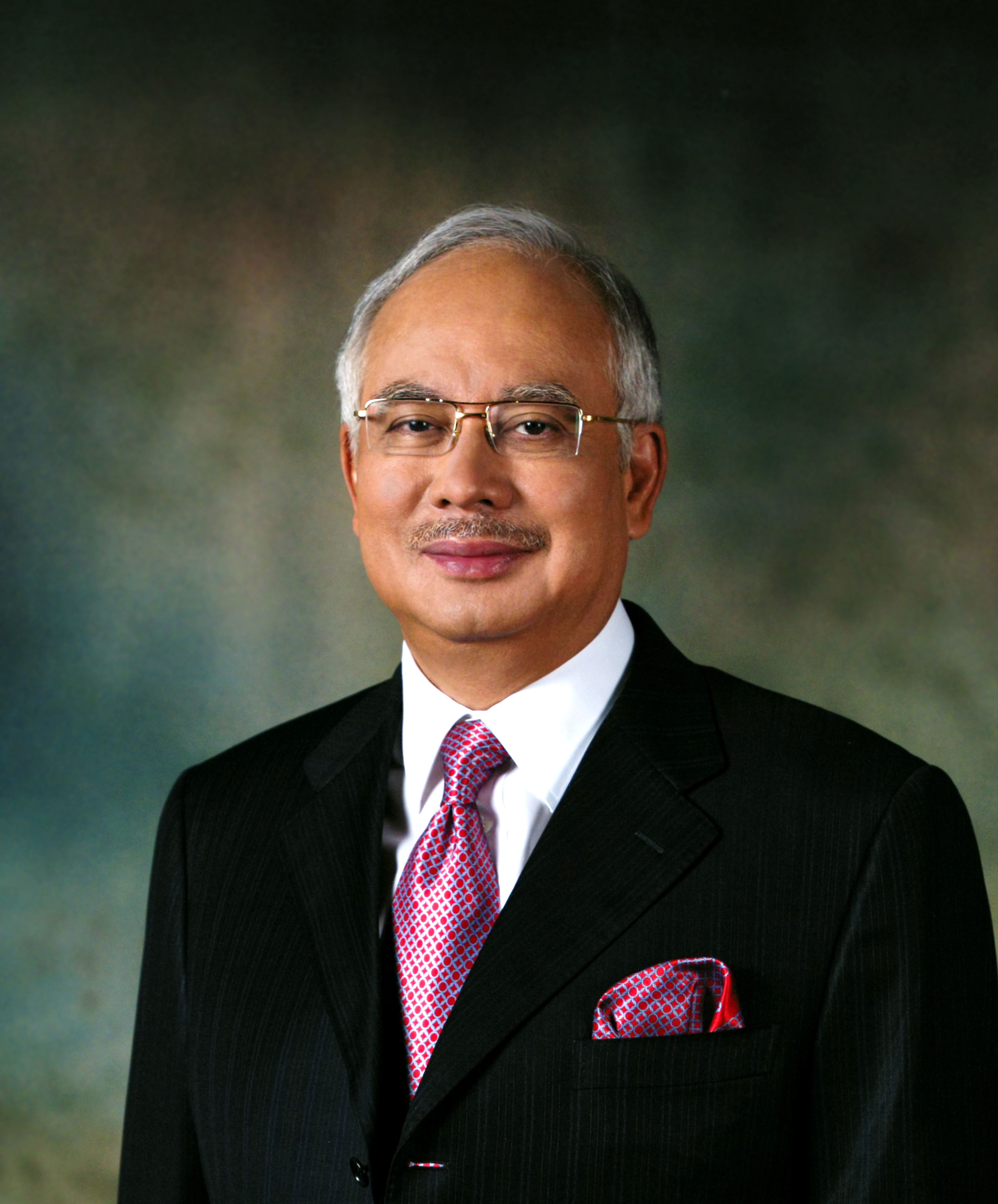
Najib Razak

Malajsijský premiér Najib Razak se k problematice LGBT komunity vyjádřil při svém projevu v srpnu 2015 na mezinárodním islámském semináři v Selangoru stručně a jasně: „V zájmu Malajsie by neměla být podpora LGBT práv.“ V závěru dodal, že jeho administrativa udělá vše, co bude v jejích silách, aby potvrdila ta lidská práva, která svojí vnitřní povahou nepodkopávají islámské kořeny Malajsie, do nichž nespadá „extrémní pojetí lidských práv gayů, leseb a translidí“. Po tomto prohlášení navrhla Human Rights Watch vyřazení Malajsie z Organizace spojených národů (OSN), pokud vláda své stanovisko nepřehodnotí, a nepřestane takto omezovat rozvoj lidských práv v zemi.

### HIV/AIDS

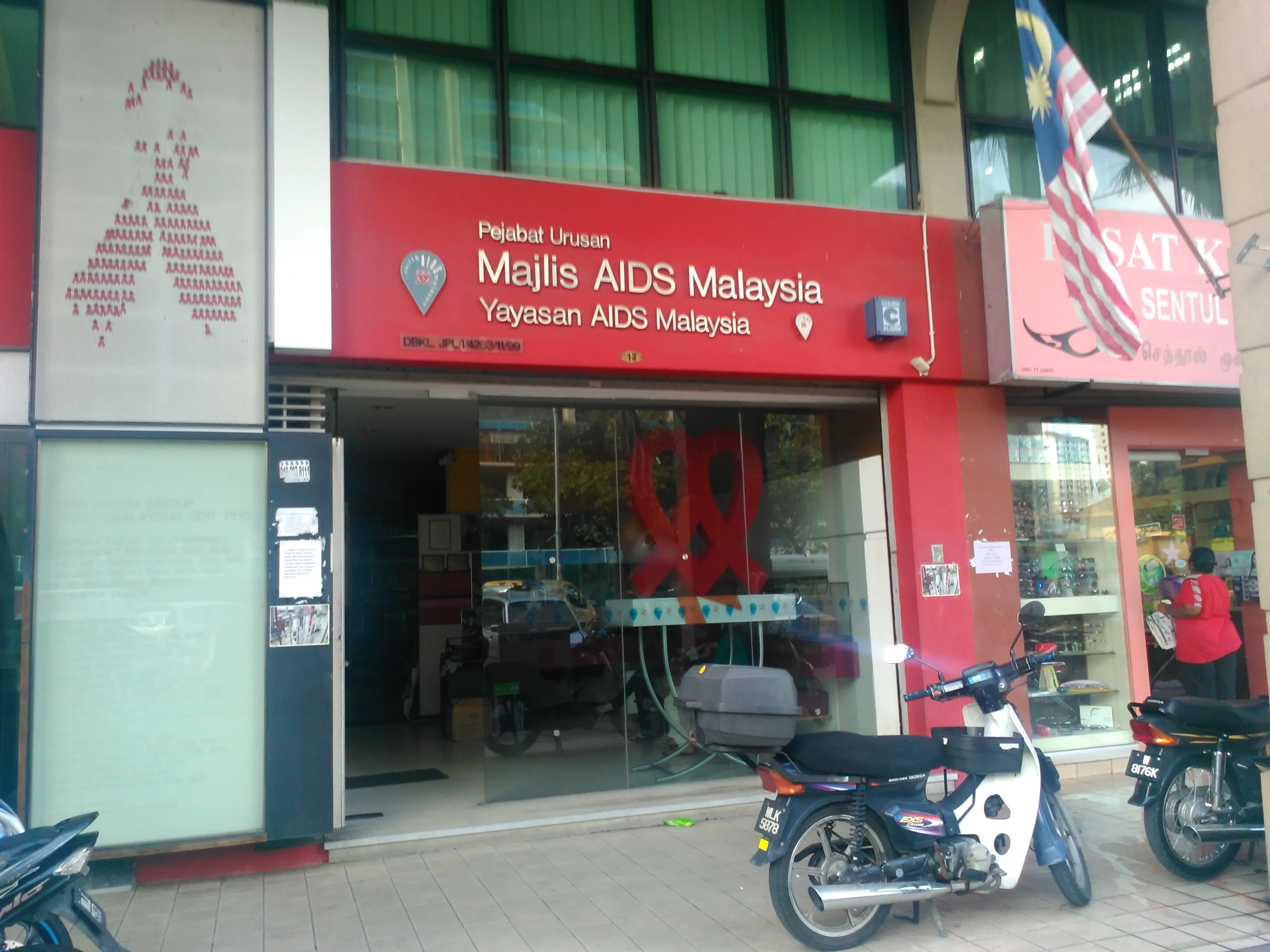
Malajsijská rada boje s AIDS

Ačkoliv se tato problematika netýká výhradně LGBT osob, malajsijské zdravotnictví právě kvůli problémům s HIV/AIDS požaduje větší veřejnou diskusi na téma lidské sexuality, genderových rolí a sexuální orientace.
Od prvního případu nákazy v roce 1985 zahájila malajsijská vláda proces kampaně za osvětu a prevenci onemocnění. Odborníci varují, že by počet nakažených Malajců mohl v rice 2015 dosáhnout počtu 300 tisíc.
V roce 2006 spustila vláda novou rozsáhlou veřejnou kampaň, jejíž součástí jsou kromě terapie i odvykací kúry pro drogově závislé a volně dostupné medikamenty ve vládou zřízených klinikách. Nicméně v roce 2007 bylo Ministerstvu zdravotnictví zakázáno propagovat používání kondomů jako prevenci onemocnění, neboť by se to dalo vysvětlovat jako státem podporovaný sexuální život mimo manželství.

## Souhrnný přehled
| Legální stejnopohlavní styk                                                            | (Až 20 let vězení s pokutou nebo bez a bičování) |
| Stejný věk legální způsobilosti k pohlavnímu styku pro obě orientace                   | No                                               |
| Antidiskriminační zákony zákony v zaměstnání                                           | No                                               |
| Antidiskriminační zákony v přístupu ke zboží a službám                                 | No                                               |
| Antidiskriminační zákony v ostatních oblastech (homofobní urážky, zločiny z nenávisti) | No                                               |
| Stejnopohlavní manželství                                                              | No                                               |
| Jiná forma stejnopohlavního soužití                                                    | No                                               |
| Adopce dítěte partnera                                                                 | No                                               |
| Společná adopce dětí stejnopohlavními páry                                             | No                                               |
| LGBT lidé smějí otevřeně sloužit v armádě                                              | No                                               |
| Možnost změny pohlaví                                                                  | No                                               |
| Přístup k umělému oplodnění pro lesbické ženy                                          | No                                               |
| Náhradní mateřství pro gay páry                                                        | No                                               |
| MSMs smějí darovat krev                                                                | No                                               |